# HD 188015
HD 188015 (HIP 97769 / BD+27 3539) es una estrella en la constelación de Vulpecula.
De magnitud aparente +8,24, no es visible a simple vista. Se encuentra a 172 años luz de distancia del sistema solar.
En 2005 se anunció el descubrimiento de un planeta extrasolar orbitando alrededor de esta estrella.
HD 188015 es una subgigante amarilla de tipo espectral G5IV, una estrella similar al Sol pero que ha terminado la fusión de hidrógeno en su núcleo.
Tiene una temperatura superficial de 5684 ± 31 K y es ligeramente más luminosa que el Sol.
Su radio es un 7% más grande que el radio solar y la medida de su velocidad de rotación proyectada es de 0,5 km/s. Presenta una abundancia en metales aproximadamente doble que la solar ([M/H] = +0,28), siendo especialmente elevada su abundancia relativa de sodio, 2,6 veces más alta que en nuestra estrella.
Con una masa apenas un 2% mayor que la masa solar, es una estrella antigua.
Su edad estimada es de 6600 millones de años, frente a los 4600 millones de años de edad que tiene el Sol.

## Sistema planetario
HD 188015 b, al igual que la mayor parte de los planetas extrasolares, fue descubierto por el método de velocidades radiales. Su masa mínima es 1,5 veces la masa de Júpiter. Gira en una órbita ligeramente excéntrica a una distancia de la estrella un 20% mayor que la que separa la Tierra del Sol, en la llamada «zona de habitabilidad». Si bien no parece que pueda existir vida en el planeta —presumiblemente un gigante gaseoso—, sí podría florecer en hipotéticos satélites que orbitasen alrededor.
| Acompañante (En orden desde la estrella) | Masa (MJ)    | Período orbital (días) | Semieje mayor (UA) | Excentricidad |
| ---------------------------------------- | ------------ | ---------------------- | ------------------ | ------------- |
| HD 188015 b                              | >1,50 ± 0,13 | 461,2 ± 1,7            | 1,203 ± 0,070      | 0,137 ± 0,026 |